# Rhinochimaera atlantica
Rhinochimaera atlantica − gatunek morskiej ryby zrosłogłowej z rodziny drakonowatych (Rhinochimaeridae). Dorasta do 140 cm długości.

## Występowanie
Występuje u wybrzeży Kanady, Kolumbii, Francji, Gambii, Islandii, Mauretanii, Meksyku, Namibii, Senegalu, Surinamu i Stanów Zjednoczonych. 
Rhinochimaera atlantica pływa na głębokości od 500 do 1500 m.